# Chtchenniki
 (juin 2023).
Chtchenniki (en russe : Щенники) est un petit village de Russie dans l'arrondissement (raïon) de Charanga de l'oblast de Nijni Novgorod, siège administratif du conseil rural du même nom qui comprend en plus sept petites villages ou hameaux, pour une population totale de 448 habitants en 2021.

## Géographie
Le village se trouve à 16 km au nord-nord-est du chef-lieu d'arrondissement Charanga. 

## Histoire

L'église de Chtchenniki en 2016.

Le village est mentionné à partir de 1891 comme village d'Alexandrovskoïé ou nouvelle localité rurale de Chtchenniki. En 1905, il compte 175 habitants, en 1926 (Chtchenniki) 197 habitants, en 1950 145 habitants. L'église Saint-Alexandre-Nevski est construite en 1903,.

## Population
La population demeurant à l'année est de 223 habitants (Russes 68%, Maris 29%) en 2002, et de 218 en 2010. Toutefois, la population de résidents secondaires augmente pendant la belle saison (datchas).